# Kate Orff
Kate Orff és una arquitecta estatunidenca. És la fundadora i directora de disseny de SCAPE, una empresa centrada en l'arquitectura del paisatge. Ha dissenyat projectes als Estats Units i a l'estranger. Dona conferències als EUA i a l'estranger sobre paisatge urbà i nous paradigmes de pensament, col·laboració i disseny en el antropocè. Kate també ensenya seminaris interdisciplinaris i estudis de disseny a la Universitat de Colúmbia. En 2017, Orff va rebre un Genius Grant de la John D. and Catherine T. MacArthur Foundation.
Orff va estudiar a la Universitat de Virgínia i a la Universitat Harvard. En 2011 va ser inclosa en una llista de la revista Elle com una de les nou dones "correctores" de la humanitat.
És la Directora del Programa de Disseny Urbà de la Graduate School of Architecture, Planning and Preservation de la Universitat de Colúmbia, on és fundadora i co-directora del Laboratori de Paisatge Urbà. Segons la informació proporcionada pel Laboratori de Paisatge Urbà la seua oficina, SCAPE, ha guanyat premis locals i nacionals de disseny. Va ser nomenada una líder del disseny per la Dwell Magazine i una de les 50 persones influents en el futur del disseny per H&G. En 2008 va rebre un premi de la Societat Americana d'Arquitectes Paisatgistes en la categoria de comunicació.
En 2012 Orff va ser nomenada membre de la United States Artists.
En 2014, Orff va ser reconeguda pel seu treball dissenyant el jardí del Carrer 103, per Built by Women New York City, una competició organitzada per Beverly Willis Architecture Foundation a la tardor de 2014 per identificar llocs excepcionals i diversos i diversos llocs i espais dissenyats i construïts per dones.